# 矢野城
矢野城（やのじょう）は、広島県広島市安芸区矢野町にあった、南北朝時代から戦国時代の日本の城（山城）。

## 概要
安芸熊谷氏の一族である熊谷蓮覚によって広島湾東岸にそびえる絵下山山頂から北へ延びる丘陵尾根上に、建武2年(1335年)に築城された山城である。城の北側が大手口で、矢野川により形成された谷となっている。南側は絵下山を後方の守りとして、西側には明神山の尾根に続く茶臼山があり、搦手として機能している。元々この地域は後醍醐天皇との関係が深い荘園地域で、山陽道にも近く、広島湾にいる船の動きを監視できる要地であったため、この場所に築城されたと考えられる。

## 歴史
1335年11月に安芸守護の武田信武らが足利尊氏に呼応し、反後醍醐天皇の兵を挙げた。毛利氏や吉川氏、熊谷氏ら安芸国の有力豪族などはそれに従い東上の軍を起こした。しかし足利尊氏側であった熊谷氏の分家筋にあたる一族の熊谷蓮覚は圧倒的不利な情勢にもかかわらず後醍醐天皇側に立ち、自身の築いた矢野城に籠もり、足利尊氏側と後醍醐天皇側の攻防戦が発生する。同年12月に4日間の攻防戦を経て大手口を突破され、熊谷蓮覚をはじめとする熊谷氏の傍流一族らは討死し、矢野城は落城した。
熊谷蓮覚の死後、矢野城の詳細については不明である。しかし約100年後の文安2年(1445年)に、室町将軍足利義政より所領を与えられて尾張国野間荘より野間重能が矢野城に入る。その後大内氏の支配下に入り、近隣の平賀氏や小早川氏と争いを繰り返し勢力を拡大する。天文24年(1555年)、厳島の戦いの際に、当主の野間隆実は陶晴賢側につくが、毛利元就の調略によって降伏する。しかし、降伏したにもかかわらず野間氏の一族は虐殺され、その歴史を閉じている。同時期に矢野城も廃城になったと推測される。

## 現在
1937年5月28日に広島県指定史跡として指定された。郭の跡も多数見受けられているが、一部は電波塔の用地となっている。